# ماریتزا آریباس رباینا
ماریتْزا آرّیْباس رُبایْنا (به اسپانیایی: Maritza Arribas Robaina) متولد ۲ ژوئیه سال ۱۹۷۱ میلادی در سانتیاگو د کوبا، مرکز استان سانتیاگو د کوبا، استاد بزرگ شطرنج و یک زن اهل کوبا است.

## نتایج برجسته در رقابت‌ها
او در مسابقات قهرمانی شطرنج زنان جهان چندین بار به رقابت پرداخته است، آخرین این مسابقات، قهرمانی شطرنج زنان جهان در ۲۰۱۲ میلادی بود اما در دور دوم حذف شد.
او همچنین مقام نخست مسابقات قهرمانی شطرنج زنان کوبا در سال ۲۰۰۸ میلادی را به دست آورد.
آریباس به نمایندگی از کشور کوبا در یازده المپیادهای شطرنج در سال‌های ۱۹۸۸، ۱۹۹۰، ۱۹۹۴، ۱۹۹۶، ۱۹۹۸، ۲۰۰۰، ۲۰۰۲، ۲۰۰۴، ۲۰۰۶، ۲۰۰۸ و ۲۰۱۰ میلادی، شرکت کرد.